# David Meyers
David William Dave Meyers (San Diego, California; 21 de abril de 1953-Temecula, California; 9 de octubre de 2015) fue un baloncestista estadounidense que jugó cuatro temporadas en la NBA. Con 2,03 metros de altura, lo hacía en la posición de ala-pívot.

## Trayectoria deportiva

### Universidad
Jugó durante cuatro temporadas con los Bruins de la Universidad de California, Los Ángeles, en las que promedió 11,8 puntos y 5,6 rebotes por partido. Fue campeón de la NCAA en 1973 y 1975, teniendo especial relevancia en este último año, siendo el máximo anotador del equipo con una media de 18,3 puntos por partido, y anotando 24 puntos en la final ante Kentucky. Esa temporada fue además incluido en el mejor quinteto All-American.

### Profesional
Fue elegido en la segunda posición del Draft de la NBA de 1975 por Los Angeles Lakers, pero no llegó a debutar en el equipo angelino, siendo parte del traspaso del año, que le enviaba a Milwaukee Bucks junto a Elmore Smith, Brian Winters y Junior Bridgeman a cambio de Kareem Abdul-Jabbar y Walt Wesley.
En los Bucks jugó cuatro temporadas, siendo la más destacada la 1977-78, en la que jugó como titular, promediando 14,7 puntos, 6,7 rebotes y 3,0 asistencias por partido. Tras una temporada en blanco por lesión, se retiró definitivamente en 1980.

## Estadísticas de su carrera en la NBA

### Temporada regular
| Temp.   | Edad | Equipo    | Liga | P   | TIT | MIN  | TC  | TCA  | %TC  | 3P  | 3PA | %3P  | TL  | TLA | %TL  | R.OF. | R.DEF. | REB | ASIS | ROB | TAP | PER | FP  | PTS  |
| 1975-76 | 22   | Milwaukee | NBA  | 72  |     | 22.1 | 2.8 | 6.6  | .419 |     |     |      | 1.9 | 2.9 | .643 | 1.7   | 4.5    | 6.2 | 1.4  | 1.0 | 0.3 |     | 2.0 | 7.4  |
| 1976-77 | 23   | Milwaukee | NBA  | 50  |     | 25.2 | 3.6 | 7.7  | .467 |     |     |      | 2.5 | 3.8 | .661 | 2.4   | 4.4    | 6.8 | 1.7  | 0.8 | 0.6 |     | 3.0 | 9.7  |
| 1977-78 | 24   | Milwaukee | NBA  | 80  |     | 30.2 | 5.4 | 11.7 | .461 |     |     |      | 3.9 | 5.4 | .722 | 1.8   | 4.9    | 6.7 | 3.0  | 1.1 | 0.6 | 2.7 | 3.0 | 14.7 |
| 1979-80 | 26   | Milwaukee | NBA  | 79  |     | 27.9 | 5.1 | 10.5 | .481 | 0.0 | 0.1 | .200 | 2.0 | 3.1 | .634 | 1.8   | 3.9    | 5.7 | 2.8  | 0.9 | 0.5 | 2.3 | 2.8 | 12.1 |
| Total   |      |           | NBA  | 281 |     | 26.6 | 4.3 | 9.3  | .461 | 0.0 | 0.1 | .200 | 2.6 | 3.9 | .676 | 1.9   | 4.4    | 6.3 | 2.3  | 1.0 | 0.5 | 2.5 | 2.7 | 11.2 |

### Playoffs
| Temp.   | Edad | Equipo    | Liga | P  | MIN | TCA | TC  | 3PA | 3P | TLA | TL | R.OF. | REB | ASIS | ROB | TAP | PER | FP | PTS | %TC  | %3P  | %FT  | MIN  | PTS  | REB | AST |
| 1975-76 | 22   | Milwaukee | NBA  | 3  | 54  | 5   | 11  |     |    | 14  | 17 | 2     | 14  | 2    | 1   | 0   |     | 8  | 24  | .455 |      | .824 | 18.0 | 8.0  | 4.7 | 0.7 |
| 1977-78 | 24   | Milwaukee | NBA  | 9  | 279 | 44  | 99  |     |    | 28  | 42 | 27    | 74  | 35   | 7   | 11  | 25  | 32 | 116 | .444 |      | .667 | 31.0 | 12.9 | 8.2 | 3.9 |
| 1979-80 | 26   | Milwaukee | NBA  | 7  | 195 | 26  | 62  | 0   | 3  | 14  | 30 | 16    | 35  | 14   | 9   | 6   | 15  | 25 | 66  | .419 | .000 | .467 | 27.9 | 9.4  | 5.0 | 2.0 |
| Total   |      |           | NBA  | 19 | 528 | 75  | 172 | 0   | 3  | 56  | 89 | 45    | 123 | 51   | 17  | 17  | 40  | 65 | 206 | .436 | .000 | .629 | 27.8 | 10.8 | 6.5 | 2.7 |